# Gouméré
Gouméré est une localité du nord-est de la Côte d'Ivoire, et appartenant au département de Bondoukou, Région du Zanzan, région du Gontougo. La localité de Gouméré est un chef-lieu de commune.

## Sports
La localité compte un club de football, le Sigui Sport de Gouméré, qui évolue en Championnat de Côte d'Ivoire de football D3.